# Outeiro (Corneira)
Outeiro (en gallego y oficialmente, O Outeiro) es una aldea española situada en la parroquia de Corneira, del municipio de La Baña, en la provincia de La Coruña, Galicia.

## Demografía
| Gráfica de evolución demográfica de Outeiro entre 2000 y 2018 |
|                                                               |
| Datos según el nomenclátor publicado por el INE.              |